# 컴퓨터 원격조작 사건
컴퓨터 원격조작 사건(일본어: パソコン遠隔操作事件 パソコンえんかくそうさじけん[*])은 2012년 (헤이세이 24년) 여름 초부터 가을에 걸쳐, 일본의 한 해커가 인터넷 게시판을 거쳐 여러 사람의 컴퓨터를 원격조작하여, 이를 바탕으로 습격이나 살인 등의 범죄예고를 한 사이버 범죄 사건이다. 원격조작 바이러스 사건(일본어: 遠隔操作ウイルス事件 엔카쿠 소사 우이루스 지켄[*]) 이라고도 한다.
덧붙여, 보도에 따르면 사건에 사용된 악의적인 프로그램을 컴퓨터 바이러스라고 하나, 정확히 사용된 프로그램은 트로이 목마이다. 이런 종류의 악의적 목적이 있는 프로그램을 통칭해 멀웨어라고 부른다.